# Джакомацци, Гильермо
Гилье́рмо Гонса́ло Джакома́цци Суа́рес (исп. Guillermo Gonzalo Giacomazzi Suárez; 21 ноября 1977, Монтевидео) — уругвайский футболист, выступавший на позиции полузащитника. Рекордсмен клуба «Лечче» по числу сыгранных матчей в серии А.

## Карьера
Гильермо Джакомацци начал карьеру в клубе «Белья Виста». С сезоне 1997/1998 он стал выступать за основной состав команды. Всего в Белье футболист провёл два сезона, сыграв в 53 матчах и забив 10 голов. С 1999 по 2001 год Джакомацци выступал за «Пеньяроль», проведя за клуб 34 игры.
В 2001 году Гильермо, вместе с соотечественником, Хавьером Эрнесто Чевантоном, был куплен итальянским клубом «Лечче». 26 августа 2001 года Джакомацци дебютировал в клубе в матче 1 тура чемпионата Италии с «Пармой», который завершился вничью 1:1. В своём первом сезоне футболист провёл в команде 30 игр и забил 7 голов. Однако он не смог помочь клубу, который вылетел в серию В. Однако на следующий год клуб вернулся в высший итальянский дивизион, где Гильермо играл реже, проведя 23 игры. В сезоне 2004/2005 Джакомацци стал одним из лидеров «Лечче», забив 5 голов. Но следующий год вышел у футболиста «скомканным», он получил тяжёлую травму и пол-сезона не выходил на поле. Перед началом сезона 2006/2007 Джакомацци получил выгодное предложение от английского клуба «Болтон Уондерерс», но предпочёл остаться в «Лечче». В сезоне 2006/2007 уругваец несколько раз надел в клубе капитанскую повязку.
31 января 2007 года Джакомацци был арендован клубом «Палермо», который, в свою очередь, отправил в «Лечче» Джанни Мунари. 11 февраля он сыграл первый матч в составе команды против «Эмполи», завершившийся поражением его клуба 0:1. Но в этом клубе футболист не смог завоевать место в основном составе, проведя лишь 7 игр, большую часть которых начинал выходя на замену. 6 июня 2007 года Гильермо вновь был арендован, на этот раз клубом «Эмполи», в котором сыграл 14 матчей.
Летом 2008 года Джакомацци вернулся в «Лечче». В первом же сезоне, 10 мая 2009 года в игре с «Наполи», Гильермо стал рекордсменом клуба по количеству матчей в серии А, преодолев предыдущее достижение, принадлежавшее Луиджи Пьянджерелли. В следующем сезоне уругваец стал капитаном команды. В 2010 году он смог преодолеть отметку в 200 сыгранных матчей за «Лечче» на всех турнирах. Всего в сезоне 2009/2010 он сыграл 40 игр и забил 5 голов, чем помог клубу вернуться в серию А. 7 июля 2010 года Гильермо подписал с Лечче новый контракт до 2014 года, несмотря на интерес «Вест Хэма».